# Три дні на вбивство
Три дні на вбивство (англ. 3 Days to Kill) — американсько-французький кримінальний бойовик режисера Джозефа Макджі, що вийшов в прокат у лютому 2014 року. У головних ролях Кевін Костнер, Ембер Герд, Гейлі Стайнфельд.
Сценаристами і продюсерами були Люк Бессон й Аді Гасак. Вперше в Україні фільм планували продемонструвати 20 березня 2014 року.

## Сюжет
Ветеран секретної служби Ітан Раннер дізнається, що він смертельно хворий, і тому вирішує звільнитися, щоб останні дні свого життя провести з родиною. Проте уряд не хоче відпускати наддосвідченого агента і пропонує Ітану спеціальний препарат, що продовжить його життя в обмін на виконання одного завдання.

## У ролях
| Актор            | Персонаж                              | Роль                   |
| ---------------- | ------------------------------------- | ---------------------- |
| Кевін Костнер    | Ітан Реннер англ. Ethan Renner        | агент секретної служби |
| Ембер Герд       | Віві англ. Vivi                       | агент                  |
| Гейлі Стайнфельд | Зої Реннер англ. Zoey Renner          | донька Ітана           |
| Конні Нілсен     | Крістін Реннер англ. Christine Renner | колишня дружина Ітана  |
| Ріхард Заммель   | Вольф англ. Wolf                      | торговець зброєю       |
| Йонас Блоке      | Г'ю англ. Hugh                        | хлопець Зої            |

## Критика
Рейтинг фільму на сайті Rotten Tomatoes становив 28%.

### Виноски
1. ↑  3 Days to Kill: Release Info (англ.). Internet Movie Database. Архів оригіналу за 2 березня 2014. Процитовано 3 лютого 2014.
2. 1 2  Три дні на вбивство. Kino-teatr.ua. Архів оригіналу за 21 лютого 2014. Процитовано 3 лютого 2014.
3. ↑  3 Days to Kill: Full Cast & Crew (англ.). Internet Movie Database. Архів оригіналу за 2 березня 2014. Процитовано 3 лютого 2014.
4. ↑  3 Days To Kill (англ.). Rotten Tomatoes. Архів оригіналу за 11 лютого 2014. Процитовано 3 лютого 2014.